# Linolsyre
 Denne artikel bør gennemlæses af en person med fagkendskab for at sikre den faglige korrekthed.

 Ikke at forveksle med Linolensyre.
Linolsyre er en essentiel fedtsyre der er hovedbestanddel i mange planteolier og indgår i organismens celleopbygning.